# Polygonatum oppositifolium
Polygonatum oppositifolium är en sparrisväxtart som först beskrevs av Nathaniel Wallich, och fick sitt nu gällande namn av John Forbes Royle. Polygonatum oppositifolium ingår i släktet ramsar, och familjen sparrisväxter.

## Underarter
Arten delas in i följande underarter:
- P. o. decipiens
- P. o. oppositifolium